# The Difference Between Houses and Homes
The Difference Between Houses and Homes, sottotitolato Lost Songs and Loose Ends è una collezione di materiale proveniente dal primo periodo dei Cursive.
Sono raccolti nell'album gli ep Disruption, The Icebreaker e Sucker and Dry, nonché "Nostalgia", brano contenuto nello split con gli Small Brown Bike.
L'album è stato pubblicato nel 2005 da Saddle Creek.

## Tracklist
1. "Dispenser" – 3:09
2. "Pivotal" – 2:48
3. "Sucker & Dry" – 3:07
4. "Icebreakers" – 4:48
5. "And the Bit Just Chokes Them" – 4:53
6. "There's a Coldest Day in Every Year" – 2:26
7. "A Disruption in the Normal Swing of Things" – 2:52
8. "Nostaliga" – 3:26
9. "The Knowledgeable Hasbeens" – 3:02
10. "Polar" – 5:40
11. "A Disruption in Our Lines of Influence" – 2:23
12. "I Thought There'd Be More Than This" – 2:39